# جيرمين أندرسون (لاعب كرة قدم بريطاني)
جيرمين أندرسون (16 مايو 1996 في المملكة المتحدة - ) (بالإنجليزية: Jermaine Anderson)‏ هو لاعب كرة قدم بريطاني في مركز الوسط. لعب مع نادي بيتربورو يونايتد.

## وصلات خارجية
- جيرمين أندرسون على موقع قاعدة بيانات كرة القدم.إي يو (الإنجليزية)
- جيرمين أندرسون على موقع Soccerbase.com (لاعب) (الإنجليزية)